# Eddie Jordan
Edmund "Eddie" Jordan (Dublin, 30. ožujka 1948. – Cape Town, 20. ožujka 2025.) bio je osnivač i vlasnik momčadi Jordan Grand Prix, momčadi u natjecanju Formula 1 koja se natjecala od 1991. do  2005.

## Ranija karijera
Rođen u Irskoj 1948., Jordan je odrastao u Brayju, s namjerom da postane zubar, ali je napustio školu kako bi radio kao činovnik za Bank of Ireland. Za vrijeme štrajka u Dublinu, otišao je raditi na otok Jersey. Ondje je po prvi puta gledao utrke karta što ga je oduševilo; po povratku u Dublin Jordan kupuje kart i počinje s trkama. Prvu utrku odvozio je u Bouley Bayju 1970. Debitira u Irskom kart prvenstvu 1971. i osvaja naslov.

## Automobilizam
Godine 1974. Jordan prelazi u Formulu Ford, gdje se natječe dvije godine, sve do nesreće 1976. kada je slomio obje noge. Nakon rehabilitacije, ulazi u Formulu Atlantic i pobjeđuje na tri utrke 1977. Godinu kasnije osvaja to natjecanje. Jordan i Stefan Johansson utrkuju se u britanskoj Formuli 3 1979. pod nazivom "Team Ireland". Iste godine Jordan je odvozio jednu utrku Formule Dva i vozi test vožnje za McLaren.

## Vođenje momčadi
Krajem 1979. Jordan osniva svoju prvu momčad Eddie Jordan Racing, za koju voze David Leslie i David Sears 1981. na raznim natjecanjima u i oko Velike Britanije. Godine 1982. vodeći vozač mu je James Weaver koji se godinu kasnije vraća u Europsku F3 pa Jordan zapošljava Martina Brundlea, koji postaje doprvak u Britanskoj F3, odmah iza Ayrtona Senne. Za momčad 1987. vozi Johnny Herbert i postaje prvak Britanske F3.
Jordan također ulazi u Formulu 3000, gdje prve pobjede dolaze s vozačima Herbertom i Martinom Donnellyjem 1988. Iduće godine Jordanova F3000 momčad dominira i Jordanov vozač Jean Alesi postaje prvak.

### Formula 1
Jordan osniva momčad Jordan Grand Prix 1991. i za glavnoga dizajnera dovodi priznatoga Garyja Andersona. Momčad ubrzano stječe ugled s nekoliko dobrih utrka u prvoj sezoni. Ostat će zapamćeno da je već te prve sezone Eddie Jordan u svojoj momčadi omogućio debi slavnom Michaelu Schumacheru (u Belgiji). Nakon te utrke Schumacher odlazi u momčad Benettona s kojom će osvajati naslove 1994. i 1995.
Na Velikoj nagradi Belgije 1998. momčad Jordana ostvaruje svoj najveći uspjeh ikada dvostrukom pobjedom svojih vozača Damona Hilla i Ralfa Schumachera. U sezoni 1999. momčad dostiže svoj vrhunac. Te je sezone Jordanov vozač Heinz-Harald Frentzen bio kandidat za naslov, a na kraju sezone bio je treći u poretku vozača, baš kao i momčad u poretku konstruktora. Na tom putu Frentzen je ostvario i dvije pobjede, a vodio je i na Velikoj nagradi Europe dok nije odustao zbog kvara.

### Pad i prodaja Midlandu
Nakon gubitka Hondinih motora 2002. (u korist momčadi BAR-a), te brojnih drugih teškoća (uključujući negativan publicitet nakon javnih svađa i otkaza Frentzenu), Jordan je prisiljen prijeći na skupe Cosworthove motore. Dodatni udarac zadala je svjetska gospodarska kriza koja je rezultirala povlačenjem Jordanovog sponzora DHL-a iz natjecanja, a financijski paket smanjio je drugi najveći sponzor Benson & Hedges. Unatoč tome, Jordan stiže do pobjede na konfuznoj i kišovitoj Velikoj nagradi Brazila 2003. zahvaljujući Giancarlu Fisichelli. Bila je to prva pobjeda u karijeri za Fisichellu i posljednja za momčad Jordana.
Jordanov slobodni pad s 3. mjesta u poretku konstruktora 1999. sada je već bio izvan kontrole. Unatoč sponzorstvu tvrtke Trust te povoljnom dovođenju perspektivnih Nicka Heidfelda i Tima Glocka, Jordan tone u ozbiljne probleme. Eddie Jordan zadržao je vlasništvo nad momčadi sve do 2004., unatoč glasinama o prodaji (ponajviše Peugeotu i Hondi), što košta momčad ikakvog ozbiljnijeg uspjeha u natjecanju.
Zahvaljujući svojoj poznatoj karizmi, Jordan je svojoj momčadi priskrbio nekoliko manjih sponzorstava, bez kojih bi Jordan GP zasigurno doživio gašenje poput, u to vrijeme, momčadi Prost i Arrows. Na kraju je sve to postalo previše za Eddieja Jordana. Postalo je jasno da će, ako ne proda momčad, morati 'staviti ključ u bravu'. Kupac je pronađen u Midland Grupi kanadskog biznismena Alexa Schnaidera i u 2006. momčad se natječe pod imenom MF1 Racing. Momčad je ponovno prodana 2006. nizozemskom proizvođaču automobila Spyker te postaje Spyker F1 2007. godine. Momčad je zatim prodana još jednom, pa se od 2008. natječe pod imenom Force India. Force India još djeluje iz nekadašnjeg središta Jordan GP-a u Silverstoneu (Northamptonshire). Ali san Eddieja Jordana, njegov ponos i radost, "rock and roll tim", izgubljen je zauvijek u teškoj stvarnosti moderne Formule 1.
Eddie Jordan vratio se na scenu 2009., otkad je stručnjak televizijske kuće BBC u paru s Davidom Coulthardom.

## Drugi interesi
Eddie Jordan, bio je BBC-ov renomirani stručnjak.  Također je pisao mjesečnu kolumnu 'Toliko ja znam' za F1 Racing časopis. Eddie je također radio na TV-seriji "Eddie Jordan's Bad Boy Racers". 
Bio je ljubitelj 'rock and roll' glazbe (svirao bubnjeve). Do 2007. bio je dio benda naziva V10. Povremeno je nastupao u raznim prigodama po svijetu s bendom pod imenom "Eddie & The Robbers". Za vrijeme dok je imao vlastitu F1 momčad, znao je priređivati partyje gdje je nastupao.
Jordanove ostale sportske zanimacije uključivale su golf i konjske utrke. 
Njegov otac Danny Jordan je igrao nogomet za Shamrock Rovers 50-tih godina i Eddie je bio fanatični navijač toga kluba. .
Jordan je bio obožavatelj Coventry Cityja i bio je povezan s nagađanjima o preuzimanju kluba. Jordan je također bio dioničar Celtica
Bio je vlasnik ili suvlasnik još nekih brandova poput Vodka V10 i energetskog pića EJ-10
Jordan je i napisao autobiografiju, "Nezavisni čovjek", koja je izašla u svibnju 2007. 
Godine 2007. je postavljen na mjesto direktora irskoga relija za Svjetsko prvenstvo u reliju.